# Akodon cursor
Espèce
Synonymes
- Akodon (Akodon) cursor (Winge, 1887)[2]

Statut de conservation UICN

 LC  : Préoccupation mineure
Akodon cursor est une espèce de rongeurs de la famille des Cricétidés vivant en Amérique du Sud.

## Répartition et habitat
Cette espèce est présente dans la forêt Atlantique au Brésil et en Argentine.